# 杣取
杣取（そまどり）とは、杣などの山林から木を伐採すること、また伐採した木を斧で適切な規格の木材に加工すること。また、両方の過程をまとめて指す場合もある。
古代・中世の杣においては、杣司の指揮の下に杣工が杣取作業を行った。江戸時代には古来の規格を引き継いで5寸角以上の大きさを持つ角材を特に「杣取」と称した。